# Bang (альбом Chief Keef)
 Bang — мікстейп американського репера Chief Keef, виданий 11 жовтня 2011 р. Гост: DJ Hustlenomics. На 10-ту річницю реліз видали комерційно.
На відміну від попередніх робіт, на мікстейпі більше змальовано насилля в дусі дрилу. Відеокліп «Bang» здобув значну популярність та приніс увагу до Кіфа, відсутню раніше. Мікстейп посів 8-му сходинку рейтингу Кіфових проєктів за версією «XXL» (2020). На думку оглядача, «такі пісні як „Fuck Niggaz“ та „Just in Case“, звучать як воєнна музика, з повільним, важким басом і жорстокими текстами». 2013 вийшов сиквел Bang, Part 2.

## Список пісень
| #   | Назва                                             | Продюсер   | Тривалість |
| --- | ------------------------------------------------- | ---------- | ---------- |
| 1.  | «Fuck Niggaz (Intro)»                             | DJ Kenn    | 1:50       |
| 2.  | «Setz Up»                                         | DJ Kenn    | 3:28       |
| 3.  | «Itz Crackin'»                                    | DJ Kenn    | 3:50       |
| 4.  | «Know About Me»                                   | DJ Kenn    | 3:43       |
| 5.  | «Just in Case» (з участю Gino Marley)             | DJ Kenn    | 4:31       |
| 6.  | «Fredo Checks In» (у вик. Fredo Santana)          |            | 0:26       |
| 7.  | «Bang»                                            | DJ Kenn    | 4:15       |
| 8.  | «Smash»                                           | Young Chop | 3:29       |
| 9.  | «DJ Hustlenomics Speaks» (у вик. DJ Hustlenomics) |            | 1:21       |
| 10. | «12 Bars (Part 1)»                                | DJ Kenn    | 2:05       |
| 11. | «What I Claim»                                    | DJ Kenn    | 3:49       |
| 12. | «Charlie Sheen Freestyle»                         | DJ Kenn    | 2:12       |
| 13. | «I Ain't Rockin wit You»                          | DJ Kenn    | 4:21       |
| 14. | «Get It Jumping»                                  | DJ Kenn    | 2:54       |
| 15. | «In This Bitch (Remix)» (з участю Lil Reese)      | DJ Kenn    | 4:05       |
| 16. | «Glory Boyz» (з участю SD та Fredo Santana)       | DJ Kenn    | 4:20       |